# تاربولتون
تاربولتون (به انگلیسی: Tarbolton) یک روستا در بریتانیا است که در ایرشر جنوبی واقع شده‌است. تاربولتون ۲٬۳۰۰ نفر جمعیت دارد.